# Клігман Ізяслав Онисимович
Ізяслав Онисимович Клі́гман (12 серпня 1927, Зінов'євськ — 27 травня 2006, Бостон) — український радянський і американський графік; член Спілки радянських художників України з 1967 року.

## Біографія
Народився 12 серпня 1927 року в місті Зінов'євську (нині Кропивницький, Україна). Протягом 1940—1941 років навчався в Одеському художньому училищі у Леоніда Мучника. З 1945 року працював художником у Будинку культури міста Бобринця Кіровоградської області; з 1951 року — художником-оформлювачем в Одеському художньому фонді. У 1955 році закінчив Одеський інститут іноземних мов.
Мешкав в Одесі в будинку на вулиці Ласточкіна, № 26, квартира № 5. Емігрував до США. Помер у Бостоні 27 травня 2006 року.

## Творчість
Працював у галузях плаката (політичного, агітаційного, рекламного, театрального, виставкового, туристичного), станкової, книжкової, прикладної графіки (створював проспекти, календарі) та оформлювального мистецтва. Серед графічних робіт:
плакати
- «Розквітай, Україно!» (1964);
- «Ми відстояли весну» (1964);
- «Світ будуємо і бережемо» (1965);
- «Слава Жовтню!» (1966);
- «Будуємо і бережемо» (1966);
- «Свято Жовтня зустрічаєм!» (1967);
- «Ми світові світло запалили» (1967);
- «І буде син, і буде мати…» (1967);
- «Ніхто шляхи пройденого у нас не відбере» (1968);
- «Вони тобі шляхи відкрили, зростай, лети на дужих крилах» (1968);
- «Радію я — це моя праця…» (1969);
- «Ми прийдемо до перемоги комуністичної праці!» (1970);
- «Ми наш, ми новий світ побудуємо» (1971);
- «Нам осяює шлях зірка держави миру та праці» (1970—1972);
- «Ансамбль старовинної музики» (1972, варіант — 1978);
- «Нехай завжди буде сонце!» (1973);

станкова графіка
- «Здрастуйте, ранок» (гуаш, 1963);
- «Дворик» (акварель, гуаш, 1964);
- «Перший сніг» (туш, перо, пензель, 1965),
- «Портрет дочки» (туш, перо, 1972);
- «Через місто на фронт» (вугілля, 1973);
- «Гроза пройшла. Сім'я» (автолітографія, 1973);
- триптих «Світу — мир» (автоцинкографія, 1975);
- «Перехрестя» (акварель, 1976);
- триптих «Приморський бульвар» (акварель, 1977);
- «Куточок старої Одеси» (офорт, 1978);
- «Дівчина біля вікна» (1980-ті);
- «Ранок міста» (акварель, 1981);
- «На бульварі» (акварель, 1982);
- «Трамвай до фронту» (акварель, 1983);

серії
- «Шлях вождя» (автолітографія, 1979—1980);
- «Одеса. Дні оборони» (акварель, 1983);
- за мотивами творів Ісака Бабеля (пастель, 1983—1984);
- «Приморський бульвар» (акварель, 1990-ті).

У 1956—1958 роках брав участь у оформленні павільйонів «Казахстан» та «Україна» на Виставці досягнень народного господарства СРСР у Москві. У 1958 році виконав проєкт оформлення павільйону УРСР на Міжнародній виставці в Марселі, оформив павільйони СРСР на Міжнародному ярмарку в Лейпцигу та Всесвітній виставці у Брюсселі.
Учасник республіканських виставок з 1964 року, всесоюзних та зарубіжних — з 1965 року (Арабська Республіка Єгипет — 1965, Народна Республіка Болгарія — 1970, Франція — 1974, Угорська Народна Республіка і США — 1977, Італія — 1977 і 1982). Персональні виставки відбулися в Одесі у 1993 році, Нью-Джерсі у 1998 році.
Роботи хужожника зберігаються в Національному художньому музеї України у Києві та Національному музеї у Львові.